# Бега (приток Тисы)
Бе́га (на тер. Румынии; рум. Bega), Бе́гей (на тер. Сербии; серб. Бегеј) — река в Румынии и Сербии, левый приток Тисы (бассейн Дуная).
Длина реки — 251 км, из них 176 километров приходится на румынское течение и 75 — на сербское. Площадь бассейна составляет 4458 км², из которых 2362 км² находится в Румынии.
Исток реки находится в горах Пояна-Рускэ на высоте 1150 метров над уровнем моря. Река проходит через города Фэджет и Тимишоара (Румыния) и Зренянин (Сербия). Впадает в реку Тиса слева возле Титела (Сербия), в нескольких километрах от устья Тисы. Среднее и нижнее течение реки канализировано системой каналов Дунай — Тиса — Дунай. Строительство канала было начато в 1718 году, Бегей также был соединён с соседней рекой Тимиш для уменьшения опасности наводнений.
В комплекс меандров Бегея, которые естественным образом укорачиваются и сужаются в зависимости от сезонности, входит озеро Царска-Бара.